# L'avventura del pollice dell'ingegnere
L'avventura del pollice dell'ingegnere (The Adventure of the Engineer's Thumb) è un racconto giallo del 1892, il nono dei 56 che vedono protagonista Sherlock Holmes scritti dall'autore britannico Arthur Conan Doyle. La storia fu pubblicata originariamente nel 1892 nel numero di marzo della rivista The Strand Magazine e fu la nona ad essere inclusa alla raccolta Le avventure di Sherlock Holmes.

## Trama
La storia, ambientata nel 1889, si apre con l'arrivo di Victor Hatherley, un giovane ingegnere idraulico, allo studio del dottor Watson; quest'ultimo vede che al suo paziente è stato tranciato un pollice, e quando questi racconta che il gesto è conseguenza di un tentativo di ucciderlo, i due si recano da Holmes.
Hatherley spiega di aver ricevuto la visita di un uomo presentatosi come colonnello Lysander Stark. Questi gli avrebbe offerto un lavoro presso la sua casa di campagna, chiedendogli di esaminare una pressa idraulica utilizzata per comprimere l'argilla smectica in mattoni, avvisandolo tuttavia di mantenere la massima riservatezza sul lavoro e offrendogli 50 ghinee (l'equivalente odierno di circa 5 300 £). Essendo Hatherley da poco nel mondo del lavoro e a causa della rendita relativamente bassa, egli decise di accettare l'incarico nonostante i suoi dubbi.
Giunto in tarda notte alla stazione ferroviaria, Hatherley incontrò il colonnello Stark e venne accompagnato in una carrozza dai vetri smerigliati per una distanza insolitamente lunga, fino alla casa dove esaminare il macchinario. Arrivato là, subito venne avvisato da una donna di andarsene quanto prima, ma ignorò il consiglio pensando al salario. Dopo aver esaminato la pressa, Hatherley spiegò a Stark quali problemi avesse, decidendo poi di esaminarla da vicino e scoprendo che il basamento era ricoperto da una "crosta di sedimento metallico", confermando così il suo sospetto che la pressa non venisse usata per comprimere l'argilla. Esternando a Stark i suoi dubbi, questi lo rinchiuse all'interno della pressa, azionandola per ucciderlo. Fortunatamente Hatherley riuscì a scappare attraverso un pannello di legno poco prima di essere schiacciato, grazie anche all'aiuto della donna incontrata in precedenza. Inseguito da Stark, Hatherley fu costretto a saltare da una finestra al secondo piano, vedendosi tuttavia tranciare il pollice da un colpo di mannaia di Stark. Hatherley sopravvisse alla caduta, riuscendo qualche ora dopo ad arrivare alla stazione ferroviaria, dalla quale si diresse a casa di Watson.
Dopo aver ascoltato il racconto, Holmes intuisce subito che l'itinerario in carrozza è stato più lungo del previsto per tentare di celare la posizione della casa a Hatherley e che Stark è in realtà un falsario che utilizza la pressa per produrre l'amalgama destinato a sostituire l'argento. I tre si recano alla stazione, accompagnati dalla polizia, ma si accorgono di essere arrivati troppo tardi: la casa è in fiamme e i falsari sono fuggiti. Infatti, la lampada di Hatherley si era rotta nella pressa, dando fuoco all'intera abitazione e costringendo i colpevoli alla fuga con solo degli scatoloni contenenti monete contraffatte.
Questo è uno dei casi in cui Holmes non riesce ad assicurare i colpevoli alla giustizia.

## Adattamenti
- Un episodio della serie televisiva del 1954 Sherlock Holmes è ispirato a questo racconto. A differenza della storia originale, Hatherley non perde un pollice ma una scarpa e i falsari vengono arrestati da Lestrade.
- La storia è stata adattata per il film The Twentieth Century Approaches della serie televisiva The Adventures of Sherlock Holmes and Dr. Watson (1986).[3]
- La storia è stata adattata nel 1991 per BBC Radio 4, nell'ambito di un adattamento radiofonico di tutto il canone holmesiano con protagonisti Clive Merrison e Michael Williams e John Moffatt nel ruolo di Lysander Stark.[4]
- L'episodio La piccola cliente della serie anime Il fiuto di Sherlock Holmes (1984) è ispirato al racconto, nonostante si discosti da esso in diversi punti.